# Chantico

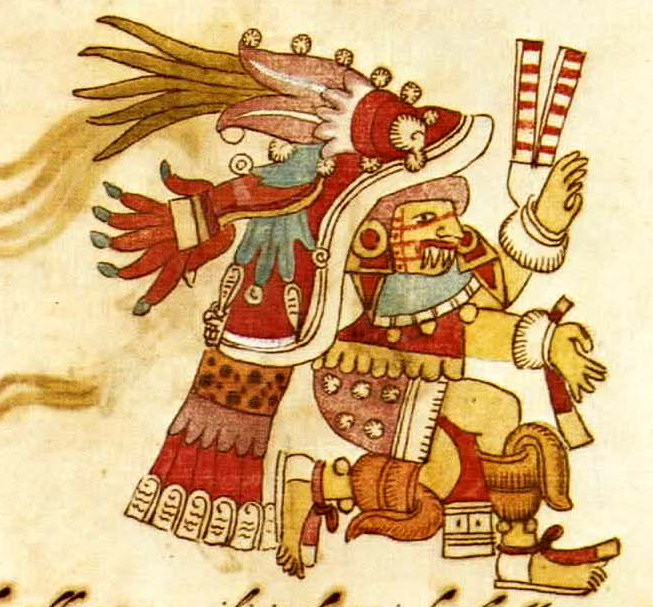
Chantico.

Na mitologia asteca, Chantico (em  náuatle: Chantico-Cuauhxólotl é a que mora na casa; provém de Chiantli, lar, morada; ti, ligadura eufônica, e co, em) consorte de Xiuhtecutli, deus do fogo. Era a deusa dos fogos do coração, os fogos do lar e os vulcões, e quem era a responsável pela maturação das maçarocas. É representada com o rosto a preto e vermelho e os seus símbolos eram uma serpente vermelha e puas do cactus.
Bem como Cihuacóatl-Tonan, era associada à calor e à luz brilhante. Nas representações, figurava com um molho de raios nas suas costas. Era adorada na cimeira do Tepeyac, durante o primeiro dia da quarta trezena (1 flor), exatamente a 23 de março.
Segundo a mitologia, Cantico ofereceu um sacrifício sem despertar o jejum, pois comeu pimentos e peixe assado, Tonacatecuhtli enfureceu-se e maldisse-a tornando-a cão, animal de natureza muito voraz.
Cantico é referida como Nove-Cão. Diziam que o nascido no primeiro signo de vento (1-Ehecatl) seria são por nascimento a menos que crescesse enfermo de dores ou câncer, então a sua doença seria incurável. Aquele que nascesse sobre o nono signo acreditavam que seria desafortunado, porque este signo estava dedicado aos nahual; feiticeiros e necromantes que se transformavam em vários animais.